# Borovac (Mljet)
Borovac je nenaseljeni otočić u hrvatskom dijelu Jadranskog mora. Nalazi se ispred naselja Prožurska Luka na Mljetu.
Njegova površina iznosi 0,044 km². Dužina obalne crte iznosi 0,9 km.